# La Jana (színművész)
La Jana, született Henriette Margarethe Niederauer, későbbi polgári néven Henny Hiebel (Bécs, Osztrák Császárság, 1905 február 24. – Berlin, Német Birodalom, 1940. március 13.), osztrák születésű táncművésznő és színésznő, aki nemzetközi táncrevükben, majd főleg német gyártású néma- és hangosfilmekben szerepelt.

## Élete

### Származása, tanulmányai
Henriette Niederauer és nővére, Anna Maria Niederauer 1905-ben születtek Bécsben, a Mauer községből (ma Liesing kerület része) származó Anna Niederauer házasságon kívül született gyermekeiként. Anyjuk Frankfurt am Main-ban, Heinrich Hiebel német bútor- és képkeret-aranyozó iparosnál dolgozott mint házvezetőnő (gazdasszony). Hiebel később, 1909-ben Frankfurtban feleségül vette Anna Niederauert, 1910-ben hivatalosan nevére vette a két leánygyermeket, és bejegyeztette apaságát az anyakönyvekbe.
Henriette Hiebel, aki Hennynek neveztek, Frankfurt óvárosában nőtt fel, szülei a Großer Hirschgrabenen, a Goethe-ház közelében laktak. Henny táncot tanult a frankfurti Operaház balettiskolájában (Opernballett). Már nyolcéves korában színpadra lépett az Operaház gyermek-balettkarával, majd revütáncosnő lett.  Idősebb nővére, Anna Maria (Anny) Hiebel operaénekesnőnek tanult.

### Pályafutása

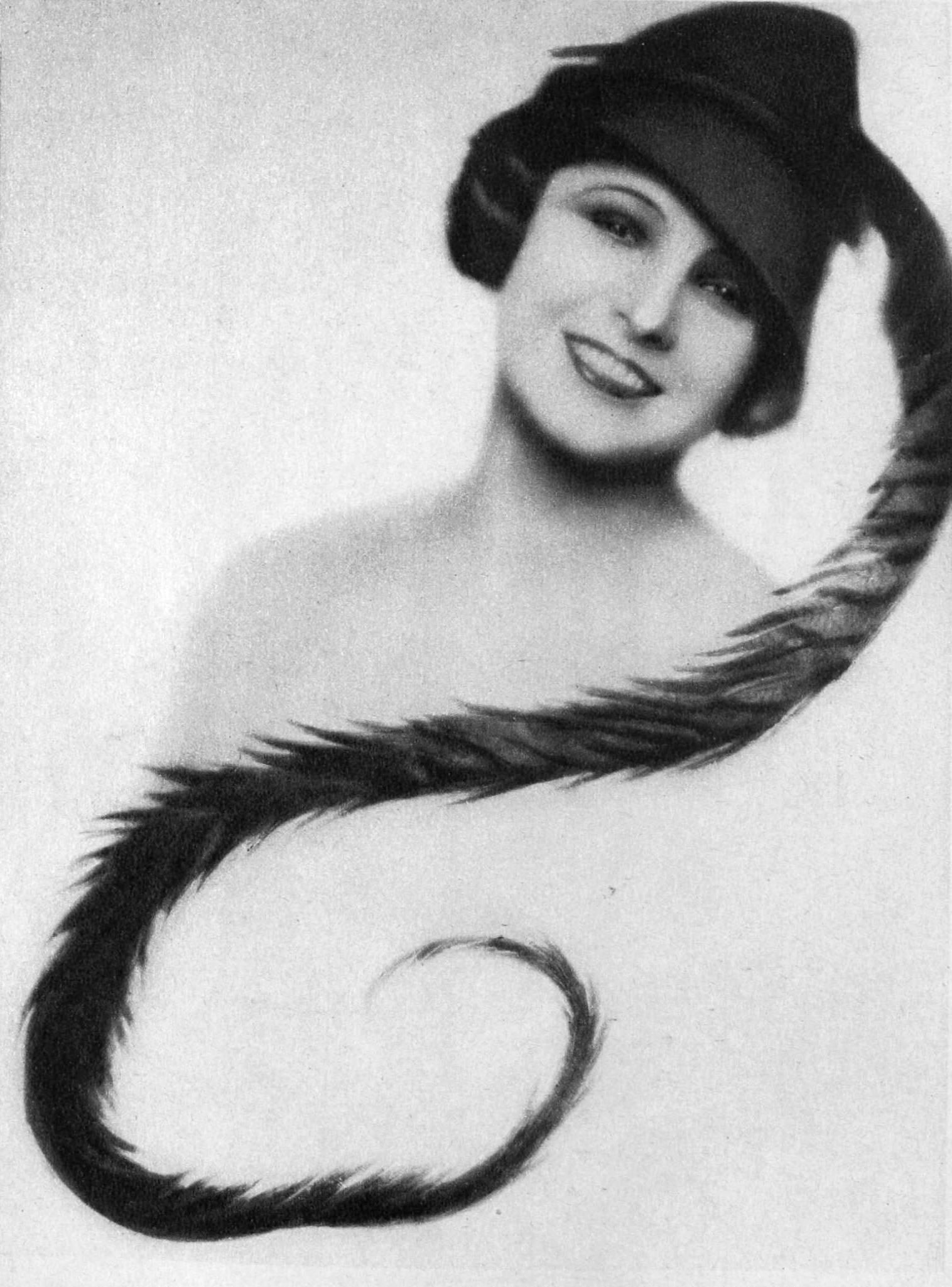
La Jana (Edith Barakovich fotója, 1928)

Henny Hiebel első sikereit Chemnitzben és Drezdában érte el, táncolt a bécsi Volksoper tánckarában, később turnézott Párizsban, Stockholmban, Londonban és Berlinben is.
Felvette a „La Jana” művésznevet. Valószínűleg Párizsban, a Chat Noir kabaréban találkozott a magyar származású Géza von Cziffra (Cziffra Géza) író–filmrendezővel. Később kiadott saját önéletrajzában Cziffra azt írja, ő vitte el a táncosnőt Berlinbe, Friedrich Zelnik filmrendező–producerhez, úgymond elindítva őt ezzel a filmszínésznői pályán. Cziffra nagy rajongással írt állítólagos felfedezettjéről.
Cziffra elsőségét többen kétségbe vonják, La Jana felfedezéséről kortárs visszaemlékezések több változatot is közölnek. Az egyik szerint a táncosnő még a frankurti Weinklause kabarében dolgozott, itt fedezte fel egy párizsi éjszakai klub tulajdonosa, és csak azután tért vissza Berlinbe, revütáncosnőként. Más korabeli híradás szerint még Drezdában dolgozott a tánckarban, amikor egy másik drezdai revüszínház fő sztárja, Claire Bauroff megbetegedett, és Henriette Hiebelnek kellett beugrania helyette. Azonnal szerződést kapott, és később Berlinbe is leszerződtették. Közben megkapta első némafilmes szerepeit is.
1926 körül La Jana eljegyezte magát Ulrich Bettac színész-rendezővel. Bettac-hoz költözött Berlinbe, ekkor polgári nevét, Henny Hiebelt használta. Néhány éves együttélés után felbontották eljegyzésüket.
Revütáncosnőként dolgozott több fővárosban, 1933-ban Berlinben és Stockholmban, 1934–1935-ben Londonban. Szerepelt Herman Haller An und Aus című revüjében, Max Reinhardt Die schöne Helena-jában és a Ralph Benatzky által komponált,  Erik Charell által rendezett Casanova című revü-operettjében. A Casanova szólótáncosnője volt, első jelenésében La Janát félmeztelenül, ezüst tálcán szervírozták a közönségnek. 
Nagy népszerűséget szerzett, Berlinben bekerült a közbeszédbe és a bulvársajtóba. Egyik önjelölt felfedezője, Géza von Cziffra később kiadott önéletrajzában számos intim részletet közöl La Jana berlini életviteléről. Állítása szerint La Jana szeretője Vilmos porosz koronaherceg, a Német Császárság egykori trónörököse lett volna, aki Cziffra szerint gyakran meglátogatta a táncosnőt annak Berlin-Grunewaldi lakásában. A táncosnőnek viszonya volt Joseph Goebbelsszel, Charlie Chaplinnel, valamint Michael Bohnen operaénekessel is. Bohnen unokája később annyit erősített meg, hogy nagyapja intenzív levelezésben állt Henny Hiebellel.
1934-ben La Jana leszerződött Sir Charles B. Cochran angol színházi menedzser Streamline című operettrevüjéhez, és a társulattal országos turnéra indult. 1934–1935 folyamán az előadás bejárta Angliát és Skóciát. La Jana spanyol táncosnőt alakított. 1936-ban visszatért Németországba, itt sorozatban kapta a filmes ajánlatokat, minden évben egy vagy több hangosfilmben szerepelt.
Alkatának megfelelően légiesen karcsú, délszaki és mediterrán jellegű női karaktereket alakított, szemben a nemzetiszocialista filmgyártás által preferált, Zarah Leanderhez hasonló erőteljes, szőke, „germán” nőtípussal. Hans H. Zerlett rendező 1937-es Truxa című romantikus filmdrámájában bizonyította színművészi tehetségét is, az UFA népszerű sztárja, a címszereplő osztrák Hannes Stelzer mellett.
1937-ben Richard Eichberg rendező forgatócsoportjával együtt Brit-Indiába utazott, ahol főszerepet alakított Az eschnapuri tigris és A hindu síremlék című monumentális, kétrészes romantikus kalandfilmben, mely Thea von Harbou német írónő 1919-es A hindu síremlék című regényéből készült. A filmben La Jana egy indiai maharánit játszik, aki életének korábbi szakaszában egzotikus táncosnő volt. A történet több jelenetében bemutatja lenyűgöző tánctudását. Mindkét film indiai jeleneteit Udaipur és Mysore (Majszúr) városokban forgatták, az udaipuri maharadzsa aktív támogatásával. Látványos képsorok mutatják be a korabeli India egzotikus színhelyeit és az uralkodó társadalmi kaszt fényűző életkörülményeit, kastélyokat, fejedelmi hajókat, felvonulásokat, elefántviadalokat. Egy jelenetben La Jana a korban világhírű indiai Menaka ballettegyüttes műsorában szólótáncosként szerepel. Az együttesről kevés filmfelvétel maradt fenn, a filmben felvett jelenetek dokumentumértékűek. Az egzotikus környezetben játszódó romantikus kalandtörténet világsikert aratott. La Jana a kor ismert német színészeivel (Frits van Dongennel, Theo Lingennel, Gisela Schlüterrel és másokkal) együtt játszott. A két film régi kópiáit a 2020-as években Németországban modern technológiával restaurálták, a digitálisan feljavított változatokat 2022-ben a művészmozik hálózatában ismét bemutatták.
Az Es leuchten die Sterne (1938) és a Menschen vom Varieté (1939) filmekben Hans Moser és Grethe Weiser mellett játszott fő szerepet.

### Halála

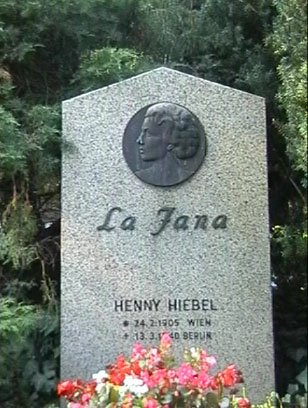
La Jana díszsírhelye Berlinben (2005)

1939–1940 telén La Jana leszerződött a Wehrmachttal, egy nagyobb színházi turnéra, ahol széles tömegek előtt szerepelt. 1940 februárjában kétoldali tüdőgyulladásban megbetegedett, és 1940. március 13-án este Berlin-Wilmersdorfban, a Landhausstraße 33–35 szám alatti kórházban elhunyt. Utolsó filmjének, a Dél csillagának ősbemutatóját már nem érhette meg. (A filmet 1940. március 20-án mutattak be a berlini Ufa-Palast am Zoo filmszínházban).
Berlin Steglitz-Zehlendorf kerületében, a Dahlem temetőben temették el. A Berlin ostromát követő években nővére, férjezett nevén Anny Bittlinski nem fizette a sírhely költségeit, így azt a 25 éves lejárati idő után, 1965-ben eldózerolták, a sírkövet eltávolították. A sírkő bronz plakettjét, La Jana domborműves profiljával, a steglitzi helytörténeti múzeum akkori vezetője őrizte meg. Húsz évvel később, 1985-ben, La Jana születésének 80. évfordulóján Nyugat-Berlin szenátusa díszsírhelyet alakított ki az eredeti nyughely fölött (007-319. hely, 22 B 97. parcella). Az új gránit sírkőre visszahelyezték az eredeti plakettet. A díszsírhely státust 2014-ben megvonták, költségcsökkentési okból.

## Főbb filmszerepei
| Némafilmek - 1926: Die weisse Geisha, táncosnő - 1927: A tökéletes gentleman (En perfekt gentleman); Hortense de Luny márkiné (Lary Jana néven) - 1928: Therese Raquin; Susanne Michaud - 1928: Der Biberpelz; Leontine - 1928: Der Herzensphotograph; Dodo - 1928: Rózsanász (Zwei rote Rosen); Lilli Eriksen - 1928: Aki a nőket felöltözteti (Der Ladenprinz); Tattyána hercegnő - 1928: Gaunerliebchen; Marie Morland - 1928: Ritter der Nacht; Marie-Louise - 1928: Casanova; táncosnő - 1929: Meineid – Ein Paragraph, der Menschen tötet; Daisy Storm - 1929: Szálló özvegye (Der lustige Witwer); Lucile Daumier | Hangosfilmek - 1930: Varsói citadella (Die Warschauer Zitadelle); Vera Proszkaja - 1931: Der Schlemihl; Garda Maro táncosnő - 1937: Truxa; Yester táncosnő - 1938: Az eschnapuri tigris / A bengáli tigris (Der Tiger von Eschnapur); Szíta, Esnapur maharánija - 1938: A hindu síremlék (Das indische Grabmal); Szíta, Eschnapur maharánija / Indira, egzotikus táncosnő - 1938: Es leuchten die Sterne; táncosnő - 1939: Menschen vom Varieté; Silvia Castellani - 1940: Dél csillaga (Stern von Rio); Concha |

## Művészneve
A „La Jana“ művésznév eredete, szerzője ismeretlen. A korabeli sajtó azt vélte tudni, hogy valamelyik indiai nyelvből származik, jelentése: „virághoz hasonlatos nő”. De csak annyi bizonyos, hogy Henny Hiebel egy időben egy társnőjével Stockholmban a „The Charming Sisters” duó tagjaként dolgozott, saját sztárfotóit ekkor „Lary Jana” autogrammal látta el.

## További információ
- La Jana az Internet Movie Database-ben (angolul)
- La Jana a Rotten Tomatoeson (angolul)
- La Jana az AlloCiné weboldalán (franciául)
- La Jana (német nyelven). Filmdienst.de. (Hozzáférés: 2023. június 2.)
- La Jana Profile (angol nyelven). famousfix.com. (Hozzáférés: 2023. június 2.)
- La Jana: Classic Beauty With the Life Ended Tragically Young at the Very Peak of Her Popularity (angol nyelven). Vintag.es, 2019. március 15.
- Hans-Ludwig Grabowski: In Memoriam La Jana 1905-1940 (német nyelven). YouTube.com